# 明华大楼
36°04′17.8″N 120°18′49″E / 36.071611°N 120.31361°E
明华大楼是青岛老城区中山路商圈的一座商业建筑，位于中国山东省青岛市市北区中山路胶州路路口的中山路149号，建于1933年，设计师为许守忠，曾长期为青岛国货公司及其商场的所在地，1990年代初拆除。

## 历史
胶州路中山路路口东南角的地块原本为一处建于德占时期的二层商住用房。1933年，明华银行青岛分行取得了这片地块，拆除原有建筑、建设了一栋三层商业大楼，约1934年建成。该建筑的设计者为青岛联益建业华行的建筑师许守忠。1935年，明华银行发生严重挤兑事件最终破产，明华大楼后来为锦章绸布店所使用。1937年（一说1936年），锦章绸布店歇业，同年7月，原青岛国货股份有限公司改组为青岛中国国货股份有限公司，自天津路原国货商场址迁入该楼办公。由于七七事变全面抗战爆发，国货公司可能没有来得及正式营业便匆匆解散。1938年1月日军占领青岛后，日本人白石保喜开设的白石洋行在此开办银丁百货店，作家王蓝曾于抗战时期以该店为题材创作长篇小说《银町》，以反映日军侵华对中日两国平民的伤害。
1945年8月日本投降后，青岛国货公司于1946年4月筹备复业，次年4月4日正式在原明华大楼开业。1949年6月16日，国货公司由中国人民解放军青岛市军管会接收。1955年8月改为公私合营青岛国货公司，1966年改为国有。“文革”期间曾先后改名为中山路百货商店、东方红百货商店，1979年恢复原名。青岛国货公司商场在计划经济时代的青岛中山路曾是除青岛第一百货商店外的另一家重要百货商场。1992年，国货公司旧楼连同其所在地块其他建筑一并拆除，以建设新的国货公司大厦。

## 建筑特色
明华大楼位于中山路胶州路路口东南角，三层平屋顶，钢筋混凝土框架结构，平面大致呈矩形，街角处为圆角。由于建造时政府的道路拓宽计划，建筑临街两侧必须分别退界2.5米和4.5米，并在路口形成10米半径的圆角，牺牲了约30%的建设用地，但其余用地允许几乎全部用于建筑。该楼主入口设于街角处，其上方设一高耸的五层方形塔楼，形成构图中心。西侧与北侧亦设入口。立面以壁柱与影线进行纵向划分，整体朴素而不失气派。建筑内部原计划划分为五个三层商业单元，施工时改为两个较大的商业单元。由于地块东高西低，一层营业厅也依地势处理为台阶式有层次的空间。国货公司迁入后将一、二层打通作为商场，三层为办公室、仓库和职员宿舍。银丁百货使用时期，三层为餐厅、咖啡座，塔楼内四层为经理室、会计室。解放以后国货公司大楼一至三层全部为商场，四层为露天饮食部。

## 图集
- 约1906年的中山路北段北京路及即墨路路口南侧，中央偏左侧二层商住楼为后来明华大楼、国货公司商场所在地
- 第二次日占时期的中山路、天津路、海泊路路口北侧，可见国货公司商场（当时为银丁百货店）塔楼
- 中山路胶州路路口银丁百货店正门，1941年6月
- 1940年代的国货公司商场